# Cielmów
Cielmów (Duits: Zilmsdorf) is een plaats in het Poolse district  Żarski, woiwodschap Lubusz. De plaats maakt deel uit van de gemeente Tuplice en telt 346 inwoners.